# Tacuna
Tacuna Peckham & Peckham, 1901 è un genere di ragni appartenente alla famiglia Salticidae.

## Distribuzione
Le quattro specie oggi note di questo genere sono diffuse in Brasile e Argentina.

## Tassonomia
Non è un sinonimo di Partona Simon, 1901 a seguito di uno studio dell'aracnologa Galiano del 1963.
A maggio 2010, si compone di quattro specie:
- Tacuna delecta Peckham & Peckham, 1901[3] — Brasile, Argentina
- Tacuna minensis Galiano, 1995 — Brasile
- Tacuna saltensis Galiano, 1995 — Argentina
- Tacuna vaga (Peckham & Peckham, 1895) — Brasile

### Specie trasferite
- Tacuna duboscqi (Berland & Millot, 1941); trasferita e rinominata come Harmochirus duboscqi (Berland & Millot, 1941) a seguito di uno studio dell'aracnologa Wesolowska del 1994[1].
- Tacuna euchira Simon, 1901; trasferita e rinominata come Chirothecia euchira (Simon, 1901) a seguito di uno studio dell'aracnologa Galiano del 1963[1].